# Капитан Алатристе (роман)
«Капитан Алатристе» (исп. El capitan Alatriste) — первый роман Артуро Переса-Реверте, из цикла о капитане Алатристе, вышедший в 1996 году. Следующий роман цикла — «Чистая кровь».

## Сюжет
Повествование излагается от имени Иньиго Бальбоа. Время действия — март 1622 или 1623 года. Иньиго говорит, что запамятовал точную дату, поскольку с тех пор прошло много лет.
Диего Алатристе на самом деле воинского звания «капитан» не имеет. Это прозвище, которое он получил во Фландрии, после вылазки для завоевания плацдарма во время войны за независимость Нидерландов. Из этой вылазки живыми вернулись всего двое — сам Диего Алатристе и его друг Лопе Бальбоа, отец Иньиго Бальбоа.
После войны, оставшись не у дел, капитан вынужден кормиться «с острия шпаги». Он может заменить знатного дона во время дуэли, когда речь идет о чести дона. Иногда Алатристе выколачивает просроченные долги. Или «объясняет» невесть откуда взявшимся наследникам необоснованность их притязаний. Другими словами, его услуги требуются везде, где нужно рискнуть жизнью и испытать удачу.
Капитан Алатристе приглашен на встречу. Он предстает перед двумя людьми в масках. Вместе с ним на встречу явился головорез Гвальтерио Малатеста. Оба налетчика получают от людей в масках приказание: «хорошенько попугать» двух путешествующих по Испании англичан, однако не доводя до убийства. Затем одна из масок уходит, взамен появляется другой человек. В нём Алатристе узнает председателя Святого Трибунала Эмилио Боканегру.  Боканегра уточняет задание: англичан следует убить, быстро и бесшумно, подкараулив в темной подворотне. Деньги путешественников можно оставить себе — видимо, чтобы случившееся напоминало обычный разбой.  Все бумаги, которые окажутся у англичан, следует передать ему, председателю Трибунала.
Засада удалась.  Однако дело сразу пошло наперекосяк — по причине чрезмерной щепетильности капитана Алатристе. Он не смог убить человека, который стал взывать о пощаде не к себе (что было бы воспринято, как малодушие и трусость), а к своему спутнику (что свидетельствует о самопожертвовании). Более того, Алатристе помешал прикончить англичан  разгорячённому Гвальтерио. Эта щепетильность привела к неисчислимым гонениям  от сильных мира сего, которые впоследствии обрушились на голову бедного капитана и его спутника Иньиго.

## Персонажи

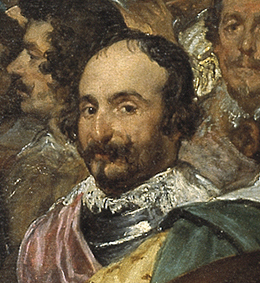
Фрагмент картины Диего Веласкеса «Сдача Бреды», на которой, по утверждению исследователей, якобы изображен капитан Алатристе.
На самом деле рентгенограмма показывает, что образ капитана (впоследствии закрашенный Веласкесом) расположен в другом месте

- Диего Алатристе-и-Тенорио, по прозвищу «капитан Алатристе» — высокий, худой человек. Холодные светлые глаза. Короткие каштановые волосы, расчесаны на прямой пробор. Верхнюю губу закрывают густые усы. Над левой бровью небольшой шрам. Тело капитана украшает множество колотых, резаных и огнестрельных ран. Одна из ран, полученная при Флерюсе больше года назад, ещё не зажила и время от времени нагнаивается. Капитан носит темно-серый колет, неоднократно штопанные чулки и валлонские штаны, собранные в коленях и зашнурованные. На голове широкополая шляпа, украшенная некогда красным пером. Подпоясывается широким кожаным поясом, на котором висит его оружие: длинная шпага толедского оружейника с массивной крестовиной и длинный тонкий кинжал, именуемый «бискайцем». Ещё один короткий нож, именуемый мясниками «обвалочным», Диего носит в голенище правого сапога. Если капитан идет «на дело», он затыкает за пояс два пистолета с кремнёвыми замками. Капитан много читает — газеты, стихи и пьесы. Его любимый поэт — Лопе де Вега. Известно, что он стал солдатом с тринадцати лет, бросив школу и записавшись полковым барабанщиком.
- Иньиго Бальбоа — сын Лопе Бальбоа, друга капитана. От его имени ведётся рассказ. На момент повествования ему тринадцать лет, хотя он признаётся, что рассказывает всё это, будучи уже стариком, поэтому многие даты стёрлись у него из памяти. Был отправлен в услужение капитану Алатристе матерью, которая оказалась не в силах прокормить сына. Его первое оружие — длинный кинжал-мизерикордия с превосходно закалённым трёхгранным клинком и золотой насечкой на рукояти — был подарен ему капитаном. Иньиго признаётся, что кинжал прослужил ему больше двадцати лет, пока не застрял в латах некоего француза в битве при Рокруа.
- Гаспар де Гусман, граф Оливарес — первый министр юного короля Филиппа IV. Поскольку королю недосуг заниматься государственными делами, он оставил всю рутину на первого министра. Граф дороден и высок. Одевается в колет из дорогого темного сукна. Рукава и ворот колета отделаны брабантскими кружевами. На шее массивная золотая цепь. На плечи наброшен бархатный чёрный плащ с вышитым крестом ордена Калатравы. Из под плаща торчит короткая шпага с золоченой рукоятью. В момент первой встречи с капитаном Алатристе на лице чёрная маска. Носит густую чёрную бороду. Родом из Арагона.
- Эмилио Боканегра — председатель Священного Трибунала Инквизиции, или Коллегии Шести Судей, пятидесяти с лишним лет. Измождённое морщинистое лицо с ввалившимися щеками, чисто выбритые щеки. Седые волосы коротко подстрижены, на макушке выбрита тонзура. Глаза горят фанатизмом. Носит чёрно-белую сутану ордена доминиканцев. Очень белые высохшие руки.
- Альваро де ла Марка, граф де Гуадальмедина. Полное имя Альваро Луис Гонсага де ла Марка-и-Альварес де Сидония. Гранд Испании, что даёт ему право не снимать шляпу перед королём. Тридцать четыре года. Купил у Короны должность главного почт-директора. Друг самого монарха Филиппа IV, с которым вместе посещают актрис и дам лёгкого поведения. Не женат. Знакомство с капитаном Алатристе свел во время войны.
- Луис де Алькесар — секретарь Его Величества Филиппа IV. Ниже среднего роста, круглая голова, серые волосы. На вид лет пятьдесят. Толстая шея, мясистый красный нос. Пальцы измазаны чернилами, грязные ногти. На левом мизинце сверкает массивный золотой перстень с печаткой. Темная одежда. На груди чёрного колета вышит красный крест ордена Калатравы.
- Гвальтерио Малатеста — головорез, наёмный убийца. Итальянец из Палермо. Ходит во всём чёрном. Выглядит на тридцать с небольшим лет, высок, сухопар. Лицо побито оспой. Белоснежные зубы. Носит небольшие, коротко подстриженные усики. Очень чёрные глаза. Длинные, до плеч, чёрные волосы. Говорит негромко, сиплым голосом. Одна из привычек — свистеть сквозь зубы руладу «ти-ру-ра-ра». Его оружие — очень длинная шпага с большой чашкой и массивной крестовиной, несколько кинжалов и метательных ножей.
- Джордж Вильерс, маркиз Бекингем. Путешествует по Испании под именем Томас Смит. Лет тридцати, белокурые длинные волосы, тонкие усики, голубые глаза. Одет в серый дорожный кафтан, расшитый серебром, серые высокие сапоги и серая шляпа с лентой. Белые холёные руки выдают в нём аристократа. Несколько недель спустя, ещё в Мадриде, ему будет пожалован титул герцога.
- Карл Стюарт, старший сын и наследник короля Иакова I — двадцать три года. Одет в коричневый кафтан с кожаными пуговицами. Шляпа украшена тремя белыми маленькими перышками. Бледное лицо, высокий лоб. Небольшие холёные руки. Носит небольшие усики. По Испании путешествует под именем Джон Смит. Называет попутчика, Томаса Смита, прозвищем «Стини».
- Анхелика де Алькесар — племянница Луиса де Алькесара. На время повествования ей одиннадцать или двенадцать лет. Белокурая девочка с пронзительно синими глазами. Потрясла Иньиго Бальбоа своей красотой. На время повествования исполняет обязанности менины (фрейлины) в королевском дворце. Автор (устами рассказчика) намекает, что одна из менин, изображённых на знаменитой картине Диего Веласкеса возле инфанты Маргариты, и есть Анхелика.
- Каридад Непруха — содержательница таверны «У Турка». Пышная женщина тридцати пяти лет. Смугла, черноглаза. Родом из Андалусии. Была актрисой, затем работала в борделе на улице Уэртас. Многие завсегдатаи таверны ещё помнят время, когда Каридад расточала свои милости за деньги. Теперь этими милостями пользуется один капитан, причём бесплатно. Капитан Алатристе и Иньиго Бальбоа проживают в двух каморках над таверной. Таверна находится на углу улиц Толедо и Аркебузы. Центральный вход с улицы Толедо, причём у капитана есть отдельный выход на улицу Аркебузы.
- Франсиско де Кеведо, друг капитана Алатристе — поэт, чьи злейшие эпиграммы и сонеты на сильных мира сего мгновенно расходятся по всей Испании. Поэтому у него неоднократно случаются неприятности в виде ссылок или тюремных отсидок. Носит епанчу. Подбородок украшен эспаньолкой. Ноги выгнуты дугой с детства, поэтому у него «утиная», запинающаяся походка вперевалку. При ходьбе цепляет золочеными шпорами землю. Подслеповат, носит очки, что не мешает ему быть превосходным фехтовальщиком. Волокита и забияка, любитель вина «Сан-Мартин-де-Вальдеиглесиас», которое в изобилии льётся в таверне «У Турка»
- Кальсонес — лиценциат прав, профессиональный сутяга, крючкотвор, стряпчий и поверенный в делах. Завсегдатай таверны «У Турка». Стащил из судебного присутствия, где служит, чернильницу, несколько перьев и немного бумаги, чтобы Иньиго мог упражняться в каллиграфии.
- Мартин Салданья, лейтенант королевской полиции, альгвасил. Поверх камзола надевает нагрудник из буйволиной кожи, весь увешан оружием. Во время войны служил вместе с капитаном Алатристе. Человек отменной храбрости и крутого нрава. Отпустил бороду, чтобы скрыть шрам, идущий от нижней губы до правого уха, но раньше носил бакенбарды, как всякий солдат.
- Хуан Вигонь — завсегдатай таверны «У Турка». Очень высокий мужчина. В молодости служил сержантом в кавалерии, поэтому среди забулдыг таверны считается настоящим стратегом. Потерял правую руку под Ньюпортом. Родом из Эстремадуры. Содержит небольшой игорный дом.
- Перес, преподобный — иезуит, настоятель церкви Святых Петра и Павла. Завсегдатай таверны «У Турка». Отличается добродушием и терпимостью к человеческим слабостям. Поэтому к нему в исповедальню всегда ломятся толпы женщин со всего Мадрида, поскольку известно, что падре во искупление грехов епитимьи налагает совсем не тяжкие.
- Фадрике-Кривой — аптекарь с улицы Пуэрто-Серрада. Завсегдатай таверны «У Турка».
- Диего де Сильва — некий молодой студент-художник из Севильи. Худ, высок, нечёсан, голоден, пальцы измазаны краской. Ничего умнее не придумал, как, появившись в Мадриде, написать портрет злейшего врага дона Франсиско де Кеведо, поэта Луиса де Гонгоры. За это де Кеведо наложил на него епитимью — полное игнорирование. Впрочем, это не помешало им в дальнейшем подружиться. Впоследствии Диего де Сильва присоединит к своему отцовскому имени материнскую фамилию, под которой станет известен — Веласкес. Напишет портрет как дона Франсиско де Кеведо, так и капитана Алатристе.
- Феликс Лопе де Вега, — представительный шестидесятилетний поэт. Одет в чёрную сутану. Волосы совсем белые, коротко стрижены. На худощавом лице полуседые усы. Завсегдатаи «У Турка» относятся к нему с искренним почтением.
- Бартоло Типун — сокамерник Диего, с которым у капитана произошла стычка в первый день пребывания в долговой тюрьме. Родом из Кордовы.
- Ордоньес — один из убийц, подосланных к Алатристе. Тот говорит, что знал его по Фландрии.
- Табарка — сапожник с улицы Монтера. Главарь клаки «мушкетеров», которые, заявившись на премьеру пьесы, могут либо сделать её популярной, одобрительно хлопая, либо провалить её свистом и топотом. Поэтому все поэты заискивают перед безграмотным Табаркой.

## Интересные факты
В приложении к роману «Испанская ярость» издатель серии о капитане Алатристе упоминает рукопись «Записки прапорщика Бальбоа». Эта рукопись содержит 478 страниц. Она была продана на аукционе «Клеймор» в Лондоне 25 ноября 1951 г. В настоящее время хранится в Национальной библиотеке.
Согласно этой рукописи, Иньиго Бальбоа служил солдатом во Фландрии и Италии. В чине прапорщика участвовал в битве при Рокруа. Затем служил в королевском почтовом ведомстве (в звании лейтенанта), затем получил чин капитана испанской гвардии. В 1660 году, в возрасте 50 лет, вышел в отставку. Незадолго до отставки капитан Бальбоа женился.
В этом же приложении издатель описывает полемику учёных-искусствоведов, развернувшуюся над полотном Веласкеса «Сдача Бреды». Хотя исследователи, аутентифицировав большинство персон на полотне, сошлись на том, что Диего Алатристе изображен сразу за крупом коня, на первом плане людей справа. Однако в рукописи говорится: «…пространство между головами двух военачальников, отчеркнутое стволом аркебузы, лежащей на плече безусого и безбородого солдата…», хотя на картине в этом месте видна спина пикинёра в синем колете.
Издатель ссылается на двухтомную монографию профессора Хосе Камона Аснара «Веласкес», опубликованную ещё в 1964 году. Профессор Аснар является признанным исследователем творчества Веласкеса. Он досконально изучил эту картину и в том числе просветил её рентгеновскими лучами. В первом томе монографии, на странице 509, говорится: на том самом месте, где мы видим спину пикинёра, на рентгенограмме «…угадывается голова ещё одного персонажа, похожего в профиль на орла…». Этот персонаж по неизвестной причине (вместе с другими тремя) был записан самим Веласкесом позднее — примерно после 1634 года.
Кроме того, издатель серии ссылается на список комедии Педро Кальдерона де ла Барки, написанной в 1626 году. Этот список содержит сорок стихов, не вошедших в канонический текст комедии. В части этих «выброшенных» стихов содержится упоминание подвига Диего де Алатристе. Все офицеры взвода погибли. Погиб командир полка и знаменосец полка. Будучи рядовым, Алатристе возглавил вылазку своего взвода, отбив полковое знамя и тело погибшего командира полка. В более позднем варианте комедии де ла Барки (поставленном на сцене в 1636 году) Диего Алатристе не упоминается.
Таким образом, издатель делает вывод, что примерно в 1634 году Диего Алатристе по неизвестной причине попал в опалу. Веласкесу и де ла Барке пришлось «избавиться» от неугодного героя.

## Экранизация
В 2006 году роман был экранизирован режиссёром Агустином Диасом Янесом под названием «Капитан Алатристе». Награды:
- Фильм получил пять номинаций на премию «Гойя», из которых выиграл три (2007 год).
- фильм получил премию Golden India Catalina за лучшую режиссуру (2007 год).

В 2015 году вышел первый сезон сериала «Приключения капитана Алатристе» (режиссёры — Сальвадор Кальво и Энрике Урбису).